# Turbofolk
A turbofolk szerb népzenei alapú populáris zenei műfaj. Hasonlatosságot mutat a román manele és a bolgár csalga zenei formákhoz.
Az 1990-es évek elején Szerbiából indult útjára, de mára az egész Balkánon népszerűvé vált.

## Népszerű modern turbofolk előadók
- Seka Aleksić
- Stoja
- Sinan Sakić
- Jovan Perišić
- Mile Kitić
- Ceca
- Elitni odredi
- Dado Polumenta
- Jelena Karleuša
- In Vivo
- Ana Nikolić
- MC Stojan
- MC Yankoo
- Ana Kokić
- Đogani
- Jana Todorović
- Viki Miljković
- Dara Bubamara
- Dragana Mirković
- Lepa Brena
- Jelena Rozga
- Milica Todorović
- Boban Rajović
- Olja Karleuša
- Tina Ivanović

Kiemelendő alkotó Sandu Čorba

## Külső hivatkozások
- Turbo-folkról, Cecáról, politikáról (angol nyelven) Archiválva 2007. február 6-i dátummal a Wayback Machine-ben